# Pseudocharopinus dentatus
Pseudocharopinus dentatus är en kräftdjursart som först beskrevs av C. B. Wilson 1912.  Pseudocharopinus dentatus ingår i släktet Pseudocharopinus och familjen Lernaeopodidae. Inga underarter finns listade i Catalogue of Life.